# Rudolf Dellinger
Rudolf Dellinger (Graslitz, 8 de juliol de 1857 - Dresden, 24 de setembre de 1910) fou un mestre de capella i compositor alemany.
Va néixer dins una família de lutiers. El 1880 fou segon director d'orquestra de Brunn i d'altres teatres; el 1883 director d'orquestra del teatre Carl Schultze d'Hamburg, i el 1839, del teatre Residenz, de Dresden.
Començà la seva carrera de compositor amb l'opereta Don César (1885), i després va compondre les titulades Lorraine (1886), Kapitàn Fracasse (1889), Saint-Cyr (1891), Die Chansonette (1894) i 1894 (1901).